# Гудирвож (притока Сочі)
Гудирво́ж (рос. Гудырвож) — річка в Республіці Комі, Росія, права притока річки Соч, лівої притоки річки Когель, правої притоки річки Ілич, правої притоки річки Печора. Протікає територією Троїцько-Печорського району.
Річка протікає на південний захід, захід, південний захід, захід, південь, захід та південь.
Притоки:
- права — Правий Гудирвож